# کمیسیون بهداشت و درمان مجلس شورای اسلامی
کمیسیون بهداشت و درمان مجلس شورای اسلامی یکی از کمیسیون‌های تخصصی مجلس شورای اسلامی است. این کمیسیون برای انجام وظایف محوله در محدوده بهداشت و درمان، امداد، بهزیستی، تأمین اجتماعی و بیمه‌های اجتماعی و هلال احمر تشکیل می‌گردد.

## اعضا
اعضای کمیسیون بهداشت و درمان مجلس شورای اسلامی در سال اول از مجلس دوازدهم عبارتند از:
| ردیف | نام و نام خانوادگی     | سمت           |
| ۱    | حسین‌علی شهریاری        | رئیس          |
| ۲    | سید محمد پاکمهر        | نایب رئیس اول |
| ۳    | بابک رضا زاده          | نایب رئیس دوم |
| ۴    | سلمان اسحاقی           | سخنگو         |
| ۵    | حسین عبدلی             | دبیر اول      |
| ۶    | محمد رسول شیخی زاده    | دبیر دوم      |
| ۷    | فاطمه محمد بیگی        | عضو ارشد      |
| ۸    | سید مسعود خاتمی        | عضو           |
| ۹    | احمد آریائی‌نژاد        | عضو           |
| ۱۰   | امیرحسین نظری          | عضو           |
| ۱۱   | سید محمد جمالیان       | عضو           |
| ۱۲   | حسن نتاج صلحدار        | عضو           |
| ۱۳   | روح الله لک علی آبادی  | عضو           |
| ۱۴   | عالیه زمانی کیاسری     | عضو           |
| ۱۵   | همایون سامه‌یح نجف‌آبادی | عضو           |
| ۱۶   | منصور علیمردانی        | عضو           |
| ۱۷   | مهدی فلاح (سیاستمدار)  | عضو           |
| ۱۸   | محمود طاهری            | عضو           |
| ۱۹   | اسدالله چراغی          | عضو           |